# Divan Bartski
Divan je bil vodja Bartov, enega od pruskih klanov, med veliko prusko vstajo (1260–1274) proti Tevtonskemu viteškemu redu, * ni znano, † 1273.
Svojo prvo večjo zmago je dosegel 1263, ko je po skoraj treh letih obleganja padel Schippenbeil. Dvajset vitezov in njihovih mož se je odpravilo  v odprto bitko  proti skupnim silam Bartov in Sudov. Prusi so jim blokirali poti za umik in vse pobili. Ševilo ubitih vitezov je bilo med deset največjimi v 13. stoletju. Garniziji v Schippenbeilu je ostalo premalo vojakov, da bi zdržala obleganje, in je skozi Galindijo pobegnila v Mazovijo. Divan je pričakoval, da bodo ubežniki ubrali krajšo pot proti severu do Balge ali Königsberga, s čimer bi pridobili prednost pred zasledovalci. Ko je izvedel za njihovo pravo pot, je začel s peščico svojih najboljših mož zasledovati ubežnike. Med napadom nanje so Barti ubili tri viteze, Divan pa je bil v spopadu resno ranjen.
Ker so padli vsi večji tevtonski gradovi v Bartiji, Bartom ni bilo treba varovati svojega ozemlja pred morebitnimi napadi iz tevtonskih trdnjav. Svoje može so lahko pošiljal na pomoč drugim pruskim klanom. Divan in njegovi možje so izvajali manjše pohode v Pogezanijo in deželo Chełmno. Leta 1271 je skupaj s pogezanskim voditeljem Linkom organiziral velik pohod, na katerem so oblegali obmejni grad, ki se je po prihodu vitezov iz Christburga uspel obraniti. Prusi, ki jim je uspelo pobegniti, so se pridružili svoji konjenici, medtem ko so vitezi postavili tabor na nasprotnem bregu reke Dzierzgoń in blokirali njihovo pot domov. Ponoči je polovica pruske vojske daleč od tabora prečkala reko, da bi od zadaj napadla tabor.  Druga polovica pruske vojske je napadla čelno. V bitki pri Paganstinu, ki je sledila, je padlo dvanajst vitezov in petsto mož.  Prusi so takoj po zmagi napadli Christburg in ga skoraj zavzeli.  Ko je na bojišče prišla konjenica iz Elbinga, je veliko pruskih pešakov padlo,  medtem ko je konjenici uspelo pobegniti. Divan se je kljub izgubam kmalu vrnil in blokiral ceste proti Christburgu v upanju, da bo posadko gradu izstradal. Barti so prestregli tri pošiljke zalog, vendar se Christburg ni hotel predati.
Leta 1273 je Divan z  800 možmi oblegal Schönsee. Majhna postojanka je imela le tri viteze in peščico narednikov. Divan jih je poskušal prepričati, naj se predajo, vendar so to zavrnili in poskušali prikriti svojo šibkost tako, da so vse vojake preoblekli v viteze. Divan je bil  med napadom  ubit, Barti pa so se po izgubi vodje umaknili. 
V naslednjem letu je upor zamrl in vojna je bila  za Pruse izgubljena. 